# G&V Line
G&V Line (G&V Line d.o.o.) ist eine kroatische Reederei.

## Geschichte
Die Reederei wurde 1994 in Dubrovnik mit dem Kauf des Motorschiffes Anamarija I, gegründet. 1996 konnte die Firma die staatliche Fährverbindung Zadar – Iž – Rava übernehmen. Die Flotte wurde mit dem modernen Katamaran Paula 2006 erweitert. Zwei weitere Schiffe folgten.
2013 folge eine Umstrukturierung des Unternehmens. Dabei wurde ein Teil des Geschäfts in die neu gegründete G&V Line Iadera ausgelagert. Bei der G&V Line, neu nun G&V Line Dubrovnik, verblieben zwei Katamarane, mit denen von Dubrovnik aus eine Fährverbindung zu den Inseln Šipan, Mljet, Korčula und Lastovo betrieben wird.
Die Reederei beschäftigt etwas mehr als 50 Mitarbeiter.

## Route
- Dubrovnik – Luka Šipanska – Sobra (Mljet) – Polače (Mljet) – Korčula – Ubli (Lastovo)

## Flotte
G&V Line Dubrovnik
- Paula
- Nona Ana